# زين العابدين شاه الثاني
السلطان زين العابدين بن السلطان منصور شاه أو السلطان زين العابدين الثاني (ق. 1744 م  - 1223 هـ / 1808م أو 1227هـ / 1812م) كان السلطان الثالث لترغكانو وابن السلطان منصور شاه الأول، أمه تونكو بولاغ ابنة السلطان سليمان بدر العالم شاه. كان يبلغ من العمر 50 عامًا عندما تم تنصيبه على العرش وتولى الحكم من عام 1794 حتى عام 1808.
توفي عام 1808 ودفن داخل مسجد عابدين وخلفه ابنه تونكو أحمد.